# Nikola Sjekloća
Nikola Sjekloća (ur. 10 lipca 1978 w Niszu) – czarnogórski bokser kategorii superśredniej.

## Kariera amatorska
W 2000 roku podczas mistrzostw europy w Tampere zdobył brązowy medal.
W 2003 roku, tym razem jako reprezentant SIC zdobył brązowy medal, podczas mistrzostw świata w Bangkoku. Przegrał w półfinale z Olegiem Maszkinem na punkty (21:18).

## Kariera zawodowa
Na zawodowym ringu zadebiutował 15 lipca 2006 roku, pokonując po 6 rundach na punkty Chorwata Ivica Cukusica.
3 maja 2008 roku pokonał na punkty Włocha Roberto Cocco, zdobywając pas WBC Mediterranean w wadze superśredniej.
18 października 2008 obronił pas, pokonując przez TKO w 10 rundzie Pierre Moreno. Francuz był liczony w rundzie 8 i dwukrotnie w 10.
29 maja 2010 roku pokonał jednogłośnie na punkty Ukraińca Romana Szkarupę, zdobywając pas WBC International.
25 lutego 2011 w pierwszej obronie pasa, Sjekloća pokonał jednogłośnie na punkty Hiszpana Roberto Santosa.
15 lipca 2011 roku zmierzył się z Khorenem Gevorem. Walka była bardzo wyrównana i nie brakowało nieczystych zagrań. Sjekloca był lepszy w początkowej fazie walki, z czasem jednak do głosu dochodził Gevor. Ostatecznie Sjekloca zwyciężył przez jednogłośną decyzję (115-114, 115-113, 116-112).
24 lipca 2012 roku pokonał jednogłośnie na punkty po 10 rundach Francuza Hadillaha Mohoumadiego (97-94).
16 lutego 2013 zmierzył się z Sakio Biką, a stawką walki był eliminator IBF w wadze superśredniej. Sjekloća przegrał wysoko na punkty (109-119, 112-118, 108-120) i doznał pierwszej porażki w karierze.